# Carelles
Carelles – miejscowość i gmina we Francji, w regionie Kraj Loary, w departamencie Mayenne.
Według danych na rok 1990 gminę zamieszkiwało 358 osób, a gęstość zaludnienia wynosiła 27 osób/km² (wśród 1504 gmin Kraju Loary Carelles plasuje się na 942. miejscu pod względem liczby ludności, natomiast pod względem powierzchni na miejscu 859.).